# (11641) 1997 AP12
(11641) 1997 AP12 là một tiểu hành tinh vành đai chính. Nó được phát hiện bởi Yoshisada Shimizu và Takeshi Urata ở đài quan sát Nachi-Katsuura thuộc vùng Nachikatsuura, Wakayama, Nhật Bản, ngày 7 tháng 1 năm 1997.